# Stéphane Galland
Stéphane Galland (né le 27 octobre 1969 à Berchem-Sainte-Agathe en Belgique) est un compositeur et batteur belge. 

## Biographie
Il commence les cours de batterie dès l'âge de neuf ans, au conservatoire de Huy, dans la percussion classique.
Il se fait connaître dès les années 1990 dans le groupe Aka moon mais joue également avec des musiciens tels qu'Eric Legnini, Magic Malik, Axelle Red... Il fait également partie du groupe de Nguyên Lê "Songs of Freedom" et accompagne le trompettiste et compositeur libanais Ibrahim Maalouf. Il est également le batteur du pianiste allemand Frank Woeste. Il est crédité sur plus de 60 albums.
Il sort son premier disque en tant que leader, Lobi en 2012,, sur lequel on retrouve le pianiste Tigran Hamasyan.

## Discographie
- 1991 : Natural Balance  	Jazz Club Records
- 1995 :  At The Crossroads  	Carbon 7 Records
- 2011 : R/B Bee Jazz
- 2012 : Lobi Out Note Records / Harmonia Mundi
- 2016 : Pocket Rhapsody Frank Woeste
- 2018 : Stéphane Galland & (the Mystery of) Kem
- 2024: Leo Courbot, Passion at a Distance
- 2024 : Stéphane Galland & The Rhythm Hunters
- 2025: Jeroen Van Herzeele et Stéphane Galland, Songshan[8]